# Falconer József Ferenc
Falconer József Ferenc (Buda, 1765/1766? – Buda, 1808) – magyarországi templomfestő. Elsősorban oltárképeket festett.

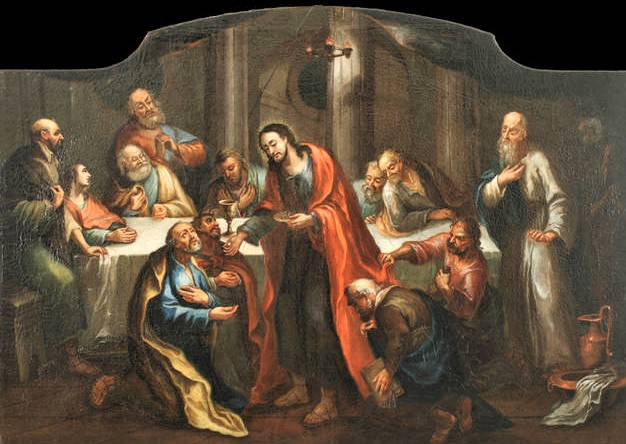
Falconer József Ferenc – Az apostolok áldozása

## Élete
A Skóciából Magyarországra települt Falconer festőcsalád harmadik nemzedékének
képviselője. Budán született 1765. március 22-én (más forrás szerint 1766-ban), Falconer Xavér Ferenc (1737–1792), a kor népszerű budai festőművésze fiaként. Legfontosabb tanítómestere saját apja volt, művei – sötét tónusú, késő barokk stílusú szentképek – jobbára szignatúra alapján azonosíthatók.
Alkotásai az ország számos katolikus templomában megtalálhatók, így például Diósjenőn (1790 k.), Kecskeméten (1791), a solymári Szűz Mária neve templomban (1792), Magyarsarlóson (1793), Bölcskén és a buda-újlaki plébániatemplomban (1799). 1793-ban keletkezett Utolsó vacsora című képe, amely eredetileg a budai Flórián-kápolnában volt elhelyezve, később a Fővárosi Képtár gyűjteményébe került. Néhány alkotását a Magyar Nemzeti Galéria, illetve az Egri Képtár őrzi.
Budán hunyt el 1808. október 23-án.